# Georg Meissner

Professor Meissner

Georg Meissner oder Georg Meißner  (* 19. November 1829 in Hannover; † 30. März 1905 in Göttingen) war ein deutscher Anatom und Physiologe.
Georg Meissner studierte ab 1849 Medizin und Naturwissenschaften in Göttingen, Berlin und München. Im Jahr 1852 wurde er zum Doktor der Medizin promoviert.
Meissner war ab 1855 ordentlicher Professor der Anatomie und Physiologie in Basel, 1857 der Physiologie und Zoologie in Freiburg im Breisgau und ab 1860 in Göttingen, wo er die Leitung des Physiologischen Instituts bis 1900 übernahm. 1860 wurde er zum Mitglied der Leopoldina gewählt. 1869 wurde er als ordentliches Mitglied in die Mathematisch-Physikalische Klasse der Göttinger Gesellschaft der Wissenschaften gewählt. Er war korrespondierendes Mitglied der Bayerischen Akademie der Wissenschaften.
Er entdeckte den Plexus submucosus (auch Meissnerscher Plexus), welcher als Nervengeflecht an der Regulation der Darmtätigkeit beteiligt ist, und 1852 zusammen mit Rudolf Wagner die Meissner-Körperchen (Tastkörperchen der Haut).
Meissner galt als „Meister des Tierversuchs“. Robert Koch wurde von ihm über den behutsamen Umgang mit Versuchstieren unterrichtet.
Außerdem arbeitete er über den Proteinstoffwechsel.

## Schriften
- Wagner, Rudolph und Georg Meißner: Ueber das Vorhandensein bisher unbekannter eigenthümlicher Tastkörperchen (Corpuscula tactus) in den Gefühlswärzchen der menschlichen Haut und über die Endausbreitung sensitiver Nerven.  Göttingische gelehrte Anzeigen 2 (1852): 17-31.
- Beitraege zur Anatomie und Physiologie der Haut. Voss, Leipzig 1853, Digitalisat.
- Beiträge zur Physiologie des Sehorgans. Engelmann, Leipzig 1854.
- Über die Nerven der Darmwand. In: Zeitschrift für rationelle Medicin. NF Bd. 8, 1857, ISSN 0259-7233, S. 364–366.
- Untersuchungen über den Sauerstoff. Hahn, Hannover 1863.
- Zur Funktion der Knäueldrüsen. In: P. G. Unna (Hrsg.): Zwei vergessene Arbeiten aus der klassischen Periode der Hautanatomie (= Dermatologische Studien. Reihe 2, Heft 2 = 9, ZDB-ID 501417-7 = Monatshefte für praktische Dermatologie. 1889, Ergänzungs-Heft 2). Voss, Hamburg u. a. 1889.
- Jugendbriefe Theodor Billroths an Georg Meissner. Herausgegeben von Walter von Brunn. Johann Ambrosius Barth, Leipzig 1941.
- Georg Meissners Briefe an Jacob Henle. 1855–1878 (= Arbeiten aus der Niedersächsischen Staats- und Universitätsbibliothek Göttingen. Bd. 13). Bearbeitet und herausgegeben von Hans-Heinz Eulner und Hermann Hoepke. Vandenhoeck & Ruprecht, Göttingen 1975, ISBN 3-525-85261-4.